# Carmen Gloria Larenas
Carmen Gloria Larenas de La Fuente (Santiago, 9 de octubre de 1968) es una exbailarina clásica, periodista y gestora cultural chilena. Desde agosto de 2019, es la directora general del Teatro Municipal de Santiago, siendo la primera mujer en estar al frente del principal escenario de este país, cargo que asumió oficialmente en noviembre del mismo año. Anteriormente, fue directora artística del Teatro del Lago, en la ciudad chilena de Frutillar.
Forma parte del consejo asesor del Capítulo Chileno del Museo Nacional de Mujeres Artistas (NMWA) y es miembro del International Women’s Forum (IWF) y del directorio de Ópera Latinoamericana (OLA), la Fundación de Orquestas Juveniles e Infantiles de Chile (FOJI) y el Centro Cultural Estación Mapocho.
Es columnista del Diario Financiero.

## Carrera

### Estudios e inicios profesionales
Carmen Gloria Larenas nació en Santiago de Chile el 9 de octubre de 1968. Sus padres son los abogados Gloria de la Fuente y Carlos Larenas. Su hermana mayor es la ingeniera agrónoma Verónica Larenas.
Comenzó sus estudios de ballet clásico a los 5 años en su colegio, la Alianza Francesa, con la profesora argentina Virginia Hellmann, quien había sido bailarina del Teatro Colón de Buenos Aires. A los 13 años ingresó a la Escuela de Ballet del Teatro Municipal de Santiago, integrando entre 1985 y 1992 el Ballet de Santiago, donde trabajó con diversos coreógrafos.
Tras dejar la danza, estudió periodismo en la Universidad Andrés Bello (UNAB), carrera de la cual se tituló como mejor alumna de su promoción en 1996. Posteriormente, trabajó en diversos medios de comunicación, entre ellos la revista Hoy, para la que escribió sobre marketing y publicidad; el diario El Mercurio, donde fue crítica de danza; y el diario Las Últimas Noticias, en el que cubrió diversas áreas, entre ellas la de espectáculos. 
Entre 1999 y 2007 se reincorporó al Teatro Municipal de Santiago como profesional del departamento de prensa, ocupando primero el cargo de periodista a medio tiempo y, posteriormente, el de jefa de prensa.

### Corporación Cultural de Lo Barnechea
De 2007 a 2009, Carmen Gloria Larenas fue gerente general de la Corporación Cultural de Lo Barnechea (COBA), organización sin fines de lucro de carácter comunal en la que desarrolló proyectos artísticos y de vinculación con la comunidad, y donde trabajó junto a la gestora cultural chilena Drina Rendic.
Además de gestionar dos orquestas, en este periodo organizó la Primera Muestra de Documentales COBA “Mira el mundo”.

### Teatro del Lago
En 2009, Carmen Gloria Larenas asumió como subgerente artística en el Teatro del Lago, conformando el equipo que preparó el recinto para su apertura en 2010. Un año más tarde fue ascendida a gerente artística. Ya en 2016 asumió la dirección artística de la institución, quedando a cargo dichos contenidos del teatro, así como de su Escuela de las Artes.
En el Teatro del Lago, Larenas gestionó producciones con grandes invitados internacionales como la soprano búlgara Sonya Yoncheva, el violonchelista estadounidense Yo-Yo Ma, la soprano alemana Diana Damrau, el tenor mexicano Javier Camarena, el director de orquesta inglés John Eliot Gardiner, el violonchelista francés Gautier Capuçon, las bailarinas clásicas argentinas Marianela Núñez y Ludmila Pagliero, el Ballet Estable del Teatro Colón de Buenos Aires, entre otros.
Uno de los principales ejes de la gestión de Larenas en el Teatro del Lago fue la multidisciplinariedad. En este sentido, el teatro estrenó “Música para Clara”, una puesta en escena basada en la novela homónima de Elizabeth Subercaseaux que cruza literatura, teatro y música. Concebida con un enfoque de género, esta pieza relata la desconocida historia de la pianista y compositora alemana Clara Wieck, esposa de Robert Schumann.
Bajo este mismo enfoque multidisciplinario y de género, también se realizó el concierto “Mujeres, ellas dicen”, cuyo programa contempló obras de grandes compositoras chilenas e internacionales, y vinculó la música con las artes visuales y el teatro.
Al alero de la Escuela de las Artes del Teatro del Lago, nació la Escuela de Danza Teatro del Lago (EDLA), que en 2013 fue certificada como academia de la Royal Academy of Dance. En el contexto de esta certificación, Larenas impulsó la producción de ballets como La Cenicienta, Cascanueces y Coppélia.
Junto a Uli Bader, cofundador y asesor artístico internacional del Teatro del Lago, impulsó la Academia Internacional Teatro del Lago, a través de la cual jóvenes músicos latinoamericanos realizaron residencias bajo la dirección de reconocidos artistas como los directores de orquesta alemanes Helmuth Rilling y Roland Bader.
En alianza con la Fundación Mustakis, el Teatro del Lago también implementó durante la gestión de Larenas un programa de becas de perfeccionamiento para estudiantes de danza y circo en la Compañía Käfig, en París, que incluyó una serie de clases magistrales y la asistencia al festival Karavel.
Durante esta etapa, Larenas continuó sus estudios, obteniendo un diplomado en Historia del Arte Europeo en la Universidad Adolfo Ibáñez (UAI). Asimismo, participó en el programa Social Integration Through the Arts (SITA) del Centro David Rockefeller para Estudios Latinoamericanos de la Universidad de Harvard y en el Leadership Intensive Program de Opera America.

### Teatro Municipal de Santiago
En agosto de 2019, el directorio del Teatro Municipal de Santiago encabezado entonces por el alcalde Felipe Alessandri, invitó a Carmen Gloria Larenas a asumir la dirección artística de la institución tras la renuncia al cargo de Frédéric Chambert. Larenas asumió el cargo en noviembre de ese mismo año, convirtiéndose en la primera mujer en 162 años de historia en dirigir el principal teatro de Chile, sede de la Orquesta Filarmónica de Santiago, el Ballet de Santiago y el Coro del Municipal de Santiago. En julio de 2021, fue ratificada en el cargo por el nuevo directorio del teatro, presidido por la alcaldesa Irací Hassler Jacob.
Cuando Larenas llegó al sillón, en 2019, el Teatro Municipal de Santiago atravesaba una crisis financiera e interna producto de una deuda millonaria y un complejo clima laboral que había empeorado tras diversos despidos. Esta situación se vio agravada con el estallido social del 18 de octubre y la pandemia de COVID-19, que afectaron la actividad cultural en el país.
Uno de los primeros focos de la gestión de Larenas fue continuar el trabajo para estabilizar financieramente el teatro, así como ampliar y diversificar las audiencias. Para esto último, conformó un área de públicos y un área audiovisual en el teatro. En esta misma línea, en el marco de la reestructuración de la temporada 2020-2021 que se produjo debido a la crisis sanitaria, Larenas lanzó la plataforma Municipal Delivery, que ha permitido el streaming gratuito de obras audiovisuales del teatro a lo largo de Chile y en el exterior, así como la donación de estas últimas a hospitales, hogares de menores, hogares de adultos mayores y centros penitenciarios.
En el marco de esta labor de difusión, el teatro firmó un convenio con el canal La Red TV para transmitir por televisión abierta, entre julio y diciembre de 2021, conciertos y espectáculos todos los domingos, logrando un alcance digital total de más de 13 millones de personas y recuperando ese espacio de difusión para las artes cultivadas por el teatro. Con la intención de eliminar barreras de acceso económico, el teatro además implementó entradas a bajo costo, desde los 600 pesos chilenos (menos de un dólar).
Larenas también ha puesto énfasis en el trabajo en equipo y la transversalidad de disciplinas en el Teatro Municipal de Santiago, integrando las áreas artísticas y técnicas del teatro a la oferta de la plataforma Municipal Delivery.
En agosto de 2021, con una Gala Constituyente que tuvo como invitados a integrantes de la Convención Constitucional, el Teatro Municipal de Santiago retornó a la presencialidad tras 17 meses de haber cerrado sus puertas a causa de la pandemia. Esta reapertura, que inició con un ciclo de conciertos y espectáculos de cuatro meses, tuvo como principal objetivo garantizar el retorno seguro de los públicos y trabajadores del teatro al edificio. Para ello, se implementó la Sala 360, una inédita disposición de la orquesta en la sala principal del teatro que permite al público escuchar los conciertos desde el mismo escenario; mientras que la orquesta interpreta la música en la platea, con la distancia y ventilación recomendada por las autoridades sanitarias.
Por otra parte, en esta etapa, el Ballet de Santiago, bajo la dirección artística de Luis Ortigoza, nombrado en ese cargo por Larenas en 2021, estrenó por primera vez en 15 años una nueva producción de Cascanueces, que contó con el vestuario y la escenografía de Jorge Gallardo.
Durante el ciclo de conciertos y espectáculos realizado para la reapertura, se registraron 62 funciones en el teatro y 10 funciones al aire libre, con un inédito 52% de públicos nuevos que por primera vez compraron un ticket para ver los espectáculos del Teatro Municipal de Santiago, algo que desde la institución explicaron como consecuencia de la masividad del Municipal Delivery y las transmisiones de La Red TV.
Otro de los sellos de Larenas ha sido la introducción de la importancia de la cultura en el debate público chileno, ofreciendo diversas conferencias y charlas sobre el tema, entre ellas la TEDx “Desconfinamiento cultural”, además de entrevistas en diversos medios de comunicación y una columna mensual en el Diario Financiero.

## Reconocimientos
- Premio al Liderazgo 2021, otorgado por el Capítulo Chileno del International Women’s Forum (IWF).[51]
- Mujer Líder 2021, otorgado por Mujeres Empresarias y El Mercurio.[52]
- Energía de Mujer 2020, otorgado por Enel.[53]
- Mujer Líder 2017, otorgado por Mujeres Empresarias y El Mercurio.[54]
- Premio María Guerrero 2014, otorgado por la Asociación Amigos del Teatro Nacional Cervantes.[55]

## Vida personal
Carmen Gloria Larenas tuvo su primer acercamiento a la danza y al Teatro Municipal de Santiago a los 8 años, cuando acompañó a Virginia Hellmann, ex bailarina argentina y profesora de ballet de su colegio, la Alianza Francesa, a ver una función en el teatro, antes de la que tuvo la oportunidad de conocer a los bailarines de la obra en los camarines.
En 1983 postuló y fue seleccionada para incorporarse a la escuela de ballet del Teatro Municipal de Santiago, pasando a formar parte del Ballet de Santiago, el cuerpo de baile estable del teatro, en 1985. Fue en 1992 cuando decidió cambiar de rumbo profesional, abandonando la danza y comenzando sus estudios en periodismo.
En 1998, estando de vacaciones en Inglaterra, Larenas sufrió un accidente vascular que le paralizó el lado izquierdo del cuerpo y le provocó una pérdida de visión parcial en el ojo izquierdo. Después de meses de terapia, aprendió a caminar de nuevo. 
En 1999 se casó con el periodista Alex Nilo, con quien tuvo dos hijas, Emilia y Colomba, y de quien se separó en 2006. Su actual pareja es el empresario Marco Antonio Pinto.